# Варченко Катерина Олександрівна
Катерина Олександрівна Варченко (нар. 18 липня 1989, м. Прилуки Чернігівська область, Українська РСР) — українська акторка театру та кіно.

## Життєпис
Народилась у 1989 році Прилуках Чернігівської області. Батько був військовим, а мати — домогосподарка, шила доньці костюми для вистав. Під час навчання у Прилуцькій гімназії № 5 вона займалася танцями в Народному театрі хореографічної мініатюри «Апломб» при Прилуцькому будинку культури. Пізніше відвідувала театральну студію «Фантазія». Має музичну освіту по класу скрипки та фортепіано.
У 2011 році вона закінчила Київський національний університет театру, кіно і телебачення імені І. К. Карпенка-Карого (майстерня Юрія Мажуги).

## Творчість
Під час навчання у виші Катерина Варченко підробляла в театральних школах і на зйомках рекламних відеороликів (зокрема, знімалася для реклами компанії «Макдональдс»).
У 2007 року увійшла до трупи «Нового драматичного театру на Печерську». У 2013 році перейшла до Київського Молодого театру.
З 2009 року почала зніматися в кіно, дебютувавши з ролі Марини в серіалі «Повернення Мухтара-5». Також грала в таких картинах, як: «Свати-6», «Порох і дріб» «Жіночий лікар», «Темні лабіринти минулого», «Провідниця».
Відомою Катерина Варченко стала у 2016 році після виходу на екрани 24-серійної мелодрами «Хазяйка» (адаптація латиноамериканської теленовели «La Patrona») режисера Бати Недича, де вона зіграла горду матір-одиначку Наташу Суворову.

### Ролі у театрі
Київський академічний театр на Печерську
- Анжеліка — «Розпусник» Шмідт (реж. А. Крижанівський);
- Слуга — «Арлекіно — слуга двох панів» К. Гольдоні (реж. Себастьяно Сальвато);
- Співачка танго — «Закон Танго» Х. Борхес (реж. Є. Лазович, І. Рубашкін);
- Аня — «Salida Cruzda — 8 кроків танго» (реж. Є. Лазович);
- Люся, Тийми, Олена — «П'ять розповідей Пелевіна» В. Пєлєвін (реж. Ю.Одинокий);
- Вірочка — «Святою ніччю» М. Чехов (реж. Є. Лазович).

Київський національний академічний Молодий театр
- Дівчинка — «Ігри в Бога» А. Дуус (реж. А. Журавель);
- Палажка — «Сватання на Гончарівці» Г. Квітка-Основ'яненко (реж. Ю. Шулаков);
- Оддет — «Принцеса-Лебідь» І. Пелюк (реж. І. Пелюк);
- Луїза — «Підступність і кохання» В. Шиллер (реж. А. Білоус);
- Харитина — «Наймичка» (реж. Л.Семиразуменко);
- Вона, Рєпніна, Забаржада — «Рядовий Шевченко» (реж. Р. Семисал);
- Женя — «Щастя» (реж. А.Білоус).

### Ролі в кіно
- 2009 — Повернення Мухтара-5 — Марина (у 16-й серії)
- 2011 — Арифметика підлості — епізод
- 2012 — Порох і дріб — Віра Кольцова (у фільмі 2)
- 2012—2013 — Свати-6 — Кузнєцова, молодший лейтенант
- 2012 — Мамочка моя — Катя
- 2012 — Захисниця — Маруся, медсестра
- 2012 — Жіночий лікар — Жанна (у 4-й серії)
- 2013 — Темні лабіринти минулого — Ірина Бєлова, співробітниця медичного реабілітаційного центру
- 2014 — Швидка допомога — Олеся, подружка нареченої (у 2-й серії)
- 2014 — Пляж — Ляля (у 1-4 та 9-10 серіях)
- 2015 — Нюхач-2 — Даша Свєтлова, секретарка
- 2016 — Центральна лікарня — Аліса, тренер
- 2016 — Хазяйка — Наташа Суворова (головна роль)
- 2016 — Провідниця — Катя (у 4-й серії)
- 2016 — Підкидиші — Саша Дубко
- 2016 — Папараці — Вероніка Клочко, цивільна дружина Артема
- 2016 — Не зарікайся — Катерина Клименко
- 2016 — Забудь і згадай — Катя Соколова, журналістка
- 2017 — Веселка в небі — Оля Гриневська, дружина Максима
- 2017 — Ментівські війни. Київ (у фільмах 6-9)
- 2017 — Одружити не можна помилувати — Олена Титова (головна роль)
- 2017 — Дівчина з персиками — Лєра, наречена Романа
- 2018 — Стоматолог — Ганна Копилова
- 2018 — Спадкоємиця мимоволі
- 2018 — Аметистова сережка
- 2018 — Хто ти? — епізод
- 2018 — Утікачка — Катя
- 2018 — На самій межі — Ольга
- 2019 — У неділю зранку зілля копала — Люба (головна роль)
- 2019 — Мама моєї дочки — Оля (головна роль)
- 2020 — Євродиректор
- 2023 — Коло омани
- 2024 — Прикордонники (телесеріал)
- 2025 — раша гудбай (головна роль)

## Особисте життя
Одружена. Чоловік — Анатоль Фон-Філандра (нар. 1988) — актор театру і кіно. З березня 2022 року служить у Національній гвардії України. Подружжя має сина (Крістіан-Доріан (нар. 9 жовтня 2016 року).